# Ivan Santaromita
Ivan Santaromita (ur. 30 kwietnia 1984 w Varese) – włoski kolarz szosowy, zawodnik profesjonalnej grupy Skydive Dubai Pro Cycling.
Największym sukcesem kolarza jest wygrany wyścig Settimana Internazionale di Coppi e Bartali (2010).

## Najważniejsze osiągnięcia
- 2007
  - 10. miejsce w Tour de Georgia
- 2008
  - 1. miejsce na 1. etapie Vuelta a España (jazda drużynowa na czas)
- 2009
  - 3. miejsce w Japan Cup
- 2010
  - 1. miejsce w Settimana Internazionale di Coppi e Bartali
- 2013
  - 1. miejsce na 3. etapie Giro del Trentino
  -  1. miejsce w mistrzostwach Włoch w wyścigu ze startu wspólnego
  - 9. miejsce w Giro di Lombardia